# Lileko Bonzali
Lileko Bonzali (ur. 4 lutego 1969 w Montrealu) – koszykarka z Demokratycznej Republiki Konga, olimpijka.
Wraz z reprezentacją narodową wystąpiła na Letnich Igrzyskach Olimpijskich 1996 w Atlancie. Wzięła udział w trzech spotkaniach z siedmiu, które rozegrała jej drużyna na tych igrzyskach (zagrała jednak tylko osiem minut). Bonzali zdobyła w nich dwa punkty, ponadto dokonała dwóch zbiórek, dwóch fauli i jedną stratę. Jej drużyna uplasowała się na ostatnim 12. miejscu.